# 蒂耶河畔马西伊
蒂耶河畔马西伊（法語：Marcilly-sur-Tille，法語發音：[maʁsiji syʁ tij]）是法国科多尔省的一个市镇，位于该省东北部，属于第戎区。

## 地理
蒂耶河畔马西伊（47°31'9"N, 5°7'55"E）面积7.27 平方千米，位于法国勃艮第-弗朗什-孔泰大區科多尔省，该省份为法国中东部省份，北起奥布省，西接涅夫勒省和约讷省，南至索恩-卢瓦尔省，东南接汝拉省，东临上索恩省，东北部与上马恩省接壤。
与蒂耶河畔马西伊接壤的市镇（或旧市镇、城区）包括：蒂耶河畔克雷塞、热莫、蒂勒沙泰勒、谢涅、蒂耶河畔伊斯。

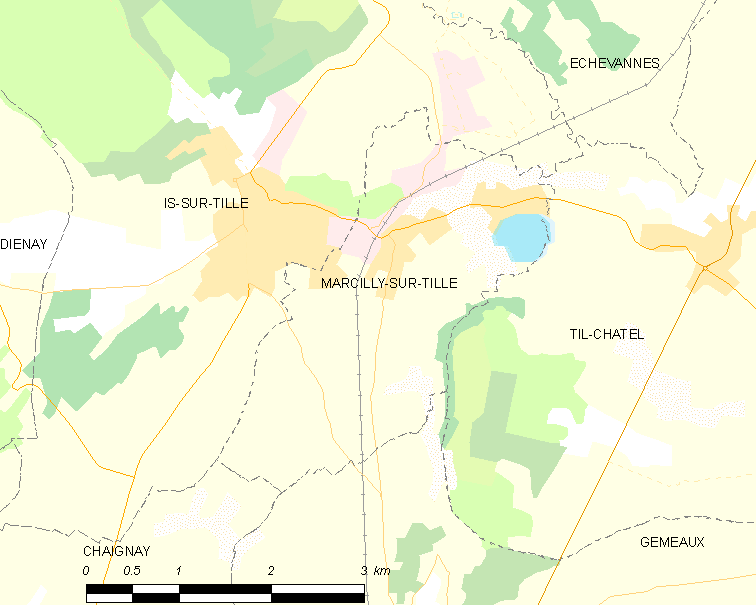
蒂耶河畔马西伊的OSM定位图

蒂耶河畔马西伊的时区为UTC+01:00、UTC+02:00（夏令时）。

## 行政
蒂耶河畔马西伊的邮政编码为21120，INSEE市镇编码为21383。

## 政治
蒂耶河畔马西伊所属的省级选区为蒂耶河畔伊斯县。

## 人口

1962-2008年间蒂耶河畔马西伊人口变化图示

蒂耶河畔马西伊于2022年1月1日时的人口数量为1734人。